# Batalla de Arques (1303)
La batalla de Arques tuvo lugar en 1303 en esta localidad de Flandes, más tarde de la región Norte francesa entre las milicias flamencas y el ejército real francés.

## Contexto histórico
En 1302, en Courtrai, el ejército de Felipe IV de Francia, "el Hermoso" había sufrido una gran derrota a manos de las tropas flamencas mandadas por Guido de Namur y Guillermo de Jülich, hijo y nieto de Guido de Dampierre, conde de Flandes.
Las principales ciudades de Flandes, incluso Gante –que no se había unido a la rebelión-, se decantaron todas por la causa flamenca. Felipe IV no podía permitir una situación así en el norte de su reino. Aquella rebelión podía dar ideas a otras regiones, como Gascuña. Por ello, Felipe el Hermoso empezó a buscar fondos para reclutar un nuevo ejército.
A finales de 1302, los flamencos habían invadido ya la mayor parte de los territorios al sur y al norte del condado de Flandes. Guillermo de Jülich, al sur, llevó sus fuerzas a Tournai, cuyo asedio abandonó a los tres días para dedicarse a objetivos más fáciles, como la guarnición francesa de Saint-Omer.
De camino reconquistó Lessines, ciudad en poder de los mercenarios alemanes de Guillermo de Hainaut, que fue totalmente incendiada y arrasada, decisión esta probablemente dirigida por su deseo de vengar el revés que Eudes de Borgoña había infligido a los flamencos unos meses antes, frente a la ciudad. En cualquier caso, la elección tuvo consecuencias negativas. El número de combatientes fue de entre 10.000 y 30.000 en el bando de los flamencos, y entre 1.300 y 20.000 en el ejército francés. En un principio, Guillermo de Jülich trató de atraer a la guarnición fuera de la ciudad, incendiando sus suburbios y en particular la aldea de Arques.
Su ejército estaba dividido en tres grupos: el primero, en las cercanías de la ciudad, formado por la milicia urbana de Ypres; el segundo, situado a la retaguardia del precedente, con reclutas de St. Winoksbergen, entre los que se encontraban los carros de suministros; por último, el tercero, que era el grueso de la fuerza flamenca, a las órdenes de Guillermo y formado por tropas de Furnes y de Cassel.

## La batalla
El choque se produjo en Arques, entre los milicianos de Ypres y un grupo de unos 60 franceses, que se dispersaron y algunos de los cuales consiguieron regresar a Saint-Omer. Al tener noticia de ello, Jacques de Bayonne preparó sus tropas; el combate se presentaba desigual y sus hombres tenían pocas posibilidades de salir con vida ante la superioridad numérica de los flamencos. Entre estas tropas había numerosos caballeros, pero también flamencos que se habían mantenido leales al rey y a los que se llamaba "leliaerts".
En el enfrentamiento, las tropas francesas se encontraron frente al grupo de Ypres, que de inmediato les planteó una línea defensiva imponente. Los franceses dudaron en atacar y prefirieron lanzar a sus 800 caballeros contra las tropas de St. Winoksbergen, que no estaban preparadas. Estas intentaron resistir,, pero fueron dispersadas y el tren de suministros quedó abandonado al saqueo. Puesto al corriente Guillermo de Jülich del cambio de situación, adoptó una posición defensiva y puso en pie a todas sus tropas, dispuestas para una previsible carga de la caballería francesa; hizo que formaran un impenetrable círculo de picas, como un erizo. La caballería francesa, dando vueltas alrededor de este círculo, pronto se dio cuenta de que sus ataques serían infructuosos y de que corría el riesgo de que llegasen los refuerzos flamencos de Ypres. Así pues, volvió de nuevo al abrigo de la ciudad, no sin sufrir algunas pérdidas. 
Los franceses se habían visto obligados a retirarse; los flamencos, sin haber ganado la batalla, se habían hecho los dueños del terreno. En el campo de batalla yacían 15.000 muertos que fueron quemados todos juntos. 
En Arques se probó una vez más que una fuerza de caballería sola no podía ganar una batalla sin el apoyo de arqueros o ballesteros. Una vez más, resultaba inútil frente a una tropa de hombres de a pie que adoptaba la táctica del "erizo", la predilecta de suizos y alemanes.